# Гамарня (Черкаський район)
Гама́рня —  село в Україні, у Черкаському районі Черкаської області, підпорядковане Канівській міській громаді. Розташоване на автошляху Р10 за 2 км від села Кононча. Населення становить 260 чоловіка (на 1 січня 2024 року).

## Історія
За переказами старожилів відомо, що біля річки жив князь Парчевський. Він збудував у 1762 році винокурню та пивоварню.
Тягнеться вздовж р. Росави. На лівому березі річки ковалі споруджували кузні, ковальські міхи яких приводилися в рух за допомогою води, Це так звані металоплавильні майстерні - гамарні, звідси люди, що обслуговували такі майстерні - називалися гамарниками, а саме заняття - гамарством. Гамарити - плавити метал гамарниками. Такі кузні називалися гамарні. Звідси і назва села, яке утворилося навколо таких майстерень - Гамарня. Як розповів уродженець цього села Микола Тимофійович Диренко, а йому ці відомості передав його батько Тимофій Сизонович, 1904 року народження, який у свою чергу отримав ці дані ще від старішого жителя села, колишнього голови сільської ради Оксентія Осауленка:   «Гамарню на річці Росаві заснував пан Парчевський в 1762 році. Він заселив цю місцевість вихідцями трьох повітів, які тут забудували 20 дворів. Була споруджена гребля, біля якої і облаштувалася „гамарня ". Тут освоїли виробництво мідних листів, котлів та інших металевих виробів. 1766 року збудовано винокурню та пивзавод. З цього часу й село починає називатися Гамарнею. 1953 року на колишній греблі, біля якої працювала кузня-гамарня, за радянського часу запрацювала Гамарнянська ГЕС, яка. обслуговувала і ряд навколишніх сіл Конончу, Яблунів, Бабичі, Межиріч.»
По річці Росава побудовано мідеплавні кузні, які називалися «гамари». Мабуть, від цього слова і пішла назва села. У селі було 6 млинів-вітряків, горілчаний та два цегельних заводи.
У 1930 році, під час примусової колективізації, було створено перший колгосп.
Село втратило в роки Голодомору майже третину населення.
В роки радянсько-німецької війни, загинуло 56 жителів вела. На каторжних роботах в Німеччині були 15 осіб. Село відвойоване у нацистів 4 лютого 1944 року.
У 1967 році збудовано міст через річку Росава.
У 1979 році засаджено перші 60 га яблуневого «Саду космонавтів». Перші 18 дерев посаджено матір'ю Ю. Гагаріна.
В 1991 році селу повернуто його історичну назву.

## Населення

### Мова
Розподіл населення за рідною мовою за даними перепису 2001 року:
| Мова       | Кількість | Відсоток |
| ---------- | --------- | -------- |
| українська | 328       | 97.91%   |
| російська  | 6         | 1.79%    |
| білоруська | 1         | 0.30%    |
| Усього     | 335       | 100%     |

## Відомі люди
Орденом Трудового Червоного Прапора нагороджено І. П. Диренка, орденом Трудової Слави II—III ступенів — М. Т. Костенка та орденом Леніна — І. І. Юхименка.
- Войцехівський Михайло Федорович (* 1959) — директор Інституту післядипломної педагогічної освіти Київського університету, кандидат педагогічних наук.